# Филипини на Светском првенству у атлетици у дворани 2016.
Филипини су учествовали на 16. Светском првенству у атлетици у дворани 2016. одржаном у Портланду од 17. до 20. марта седми пут. Репрезентацију Филипина представљао је један такмичар који је учествовао у трци на 60 метара.,
На овом првенству такмичар са Филипина није освојио ниједну медаљу нити је остварио неки резултат.

## Учесници
Мушкарци:
- Ерик Креј — 60 м

## Резултати

### Мушкарци
| Атлетичар | Дисциплина | Лични рекорд | Квалификација | Квалификација | Полуфинале | Полуфинале | Финале               | Финале       | Детаљи |
| Атлетичар | Дисциплина | Лични рекорд | Резултат      | Место         | Резултат   | Место      | Резултат             | Место        | Детаљи |
| --------- | ---------- | ------------ | ------------- | ------------- | ---------- | ---------- | -------------------- | ------------ | ------ |
| Ерик Креј | 60 м       | 6,57         | 6,64 кв       | 2. у гр. 3    | 6,67       | 7. у гр. 3 | Није се квалификовао | 17 / 53 (56) |        |